# Монтрё-Жён
Монтрё-Жён (фр. Montreux-Jeune) — коммуна на северо-востоке Франции в регионе Гранд-Эст (бывший Эльзас — Шампань — Арденны — Лотарингия), департамент Верхний Рейн, округ Альткирш, кантон Мазво. До марта 2015 года коммуна административно входила в состав упразднённого кантона Данмари (округ Альткирш).
Площадь коммуны — 3,36 км², население — 320 человек (2006) с тенденцией к росту: 341 человек (2012), плотность населения — 101,5 чел/км².

## Население
Численность населения коммуны в 2011 году составляла 341 человек, а в 2012 году — 341 человек.
| 1962 | 1968 | 1975 | 1982 | 1990 | 1999 | 2006 | 2008 | 2011 | 2012 |
| ---- | ---- | ---- | ---- | ---- | ---- | ---- | ---- | ---- | ---- |
| 198  | 202  | 240  | 260  | 262  | 274  | 320  | 328  | 341  | 341  |

Динамика населения:

## Экономика
В 2010 году из 194 человек трудоспособного возраста (от 15 до 64 лет) 151 были экономически активными, 43 — неактивными (показатель активности 77,8 %, в 1999 году — 66,1 %). Из 151 активных трудоспособных жителей работали 137 человек (70 мужчин и 67 женщин), 14 числились безработными (6 мужчин и 8 женщин). Среди 43 трудоспособных неактивных граждан 13 были учениками либо студентами, 17 — пенсионерами, а ещё 13 — были неактивны в силу других причин.
На протяжении 2011 года в коммуне числилось 135 облагаемых налогом домохозяйств, в которых проживало 336,5 человек. При этом медиана доходов составила 24156 евро на одного налогоплательщика.

## Достопримечательности (фотогалерея)

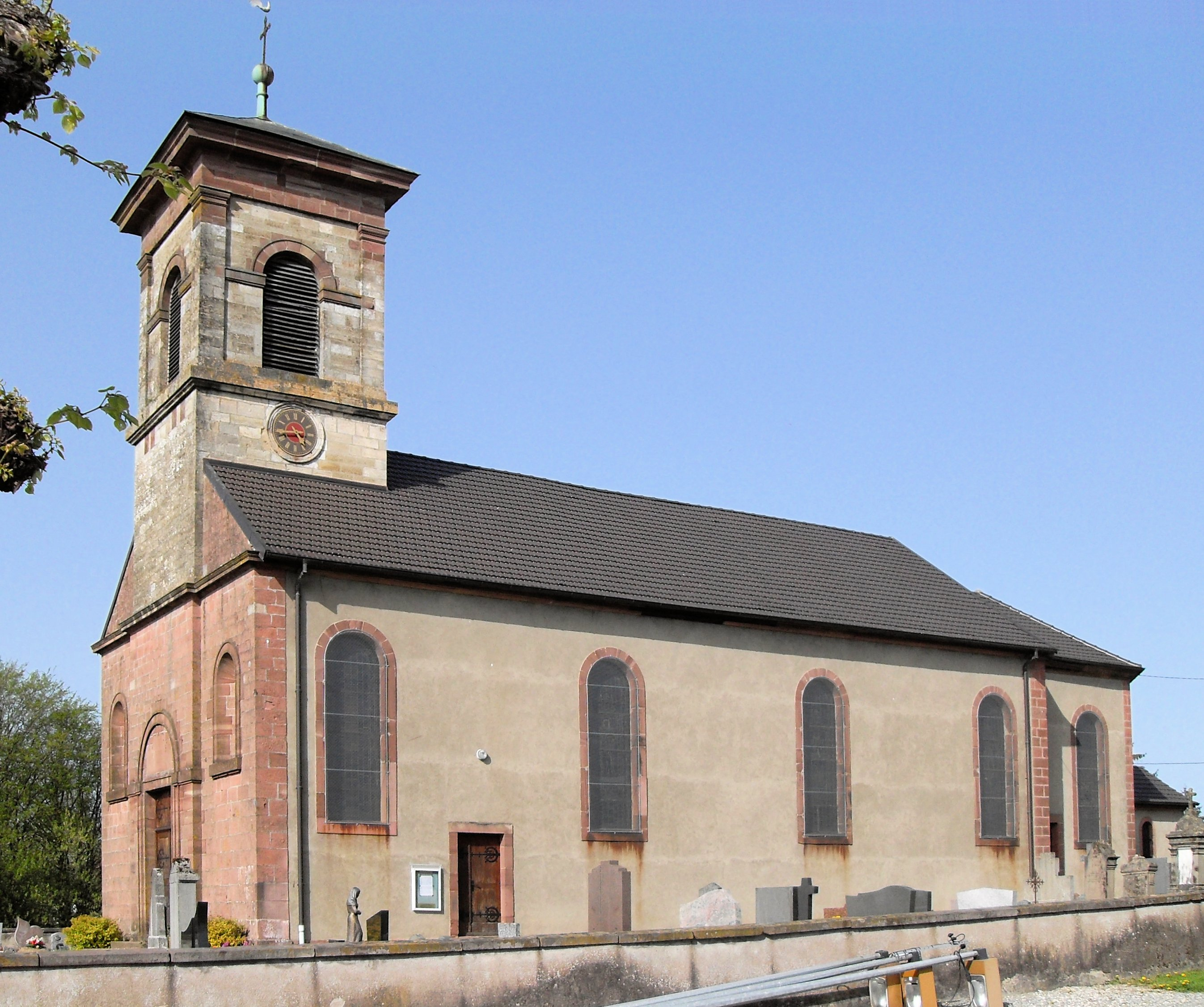
Церковь